# Eslaus
Els pobles eslaus són una branca ètnica i lingüística dels pobles indoeuropeus, establerta principalment a Europa, continent on formen el grup etnolingüístic més gran. Des del principi del segle vi, es van expandir des del seu territori originari (que se suposa que també era a l'Europa de l'Est) per establir-se a la major part dels Balcans, l'Europa de l'Est i l'àrea oriental de l'Europa Central. Més endavant, molts també se n'establiren a Sibèria i a l'Àsia central, o van emigrar a altres parts del món.
Els grups ètnics i les nacions que avui s'anomenen eslaus són molt diversos des del punt de vista genètic i cultural, i les relacions entre ells són molt diferents, des d'un cert sentit de germanor fins al recel mutu.
Els pobles eslaus es classifiquen geogràficament en eslaus occidentals (que inclouen txecs, caixubis, moravians, polonesos, silesians, eslovacs i sòrabs), eslaus orientals (que inclouen belarussos, russos, rutens i ucraïnesos), i eslaus meridionals (que inclouen búlgars, macedonis, montenegrins, serbis, croats, bosnians i eslovens).
Genèticament, però, un estudi recent del cromosoma Y indica que només hi ha dos grups de pobles eslaus: un que inclou els eslaus occidentals, els eslaus orientals i dos grups dels eslaus meridionals (els croats i els eslovens), i un altre que inclou la resta de pobles eslaus meridionals.

## Origen del termeeslau
A banda de les imprecises referències de Ptolemeu a les tribus dels slavanoi i els soubenoi, la primera vegada que es parla dels eslaus fent servir aquest nom és al segle vi. La paraula s'escriu de diferents maneres: en grec medieval, es parla de Sklaboi (Σκλάβοι), Sklabēnoi (Σκλαβηνοί), Sklauenoi (Σκλαυηνοί), Sthlabenoi (Σθλαβηνοί), or Sklabinoi (Σκλαβῖνοι), i en llatí, de sclaveni o sclavi. Al segle ix, un document en antic eslau eclesiàstic parla dels slověne per descriure els eslaus de la rodalia de Tessalònica. Hi ha altres testimonis primerencs de la paraula en rus antic (slověně, per referir-se a un grup d'eslaus orientals establerts a prop de Nóvgorod, i slovutich, 'riu Dnièper') i en croat (slavonica, 'un riu').
La paraula eslau se sol relacionar amb les formes eslàviques sláva, 'glòria', 'fama', o slovo, 'paraula, conversa' (totes dues semblants a la forma slušati, 'sentir', provinent d'una hipotètica arrel indoeuropea *ḱlew-). Així doncs, slověne voldria dir 'les persones que parlen (la mateixa llengua)', és a dir, les persones que s'entenen entre si, en oposició a la paraula eslava que designa els estrangers, nemtsi, que vol dir 'que no sap parlar' (de la forma eslava němi, 'mut', 'callat', 'que no parla'). Per exemple, i d'una manera semblant al que passa en moltes altres llengües eslaves, la paraula polonesa niemcy vol dir 'alemany' o 'Alemanya'.
Alguns estudiosos, però, han proposat teories alternatives per explicar l'origen de la paraula. B. P. Lozinski diu que, en un moment donat, sláva podria haver significat 'devot, fidel', és a dir, 'practicant de la religió eslava', i a partir d'aquí hauria evolucionat com a etnònim. S. B. Bernstein apunta que podria derivar d'una forma indoeuropea no documentada *(s)lawos, emparentada amb la paraula grega laós 'població, poble', tot i que l'etimologia de laós és força dubtosa. Per la seva banda, a partir de la comparació amb paraules semblants com la forma llatina cluere, 'netejar a fons, purificar', provinent d'una arrel desconeguda que hauria donat formes amb un significat semblant en eslau i en altres llengües (cf. grec klyzein, 'rentar'; anglès antic, hlūtor, 'net, pur'; noruec antic hlér, 'mar'; gal·lès clir, 'clar, net'; lituà šlúoti, 'escombrar'), Max Vasmer i altres suggereixen que la paraula vindria del nom d'un riu (d'una manera semblant al que passa amb els volques, que haurien pres el nom del riu Volcos).

## Llengua protoeslava
El protoeslau, l'antiga llengua de la qual deriven totes les llengües eslaves, se separà de l'indoeuropeu en un moment i un lloc indeterminats per passar a formar part del grup de llengües baltoeslaves, fase en la qual desenvolupà moltes isoglosses lèxiques i morfofonològiques comunes amb les llengües bàltiques. D'acord amb la hipòtesi dels kurgans (vegeu cultura dels kurgans), «els indoeuropeus que no van emigrar van començar a parlar baltoeslau».
El protoeslau pròpiament dit, sovint conegut amb els noms d'eslau comú o protoeslau tardà, i que es defineix com l'última etapa d'aquesta llengua abans de la divisió geogràfica de les llengües eslaves històriques, probablement es parlà entre els segles VI i VII en un extens territori que anava des de Nóvgorod fins al sud de Grècia. Sembla que era una llengua d'una uniformitat poc comuna, i a partir dels préstecs que va prendre d'altres llengües i dels préstecs que els deixà no es pot dir que tingués uns dialectes clarament diferenciats. La unitat lingüística eslava durà, si més no, cent o dos-cents anys més, com es pot observar pels manuscrits de l'antic eslau eclesiàstic que, tot i basar-se en el dialecte local de Tessalònica, al sud dels Balcans, encara eren útils com a primera llengua literària comuna dels pobles eslaus.

## Religió
Les poblacions paganes eslaves es van cristianitzar entre els segles VII i XII a partir de missions liderades per diversos sectors de l'església. El cristianisme ortodox és predominant entre els eslaus orientals i del sud, mentre que el catolicisme és predominant entre els eslaus occidentals i alguns eslaus del sud occidentals. Les fronteres religioses són en gran part comparables al Gran Cisma d'Orient que va començar al segle XI.

## Orígens

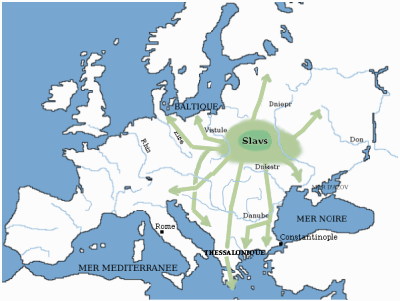
Expansió dels pobles eslaus entre els segles V i X

### El debat sobre els primers eslaus
El lloc d'origen dels parlants de preprotoeslau i protoeslau és força discutit; diferents teories defensen que els primers eslaus provindrien dels territoris de les actuals Belarús, Polònia, la Rússia europea i Ucraïna. Les hipòtesis que s'hi han proposat són:
1. Hipòtesi de la cultura lusaciana: els preprotoeslaus estaven establerts a l'àrea nord-oriental de l'Europa central des de, si més no, el segon mil·lenni aC; fins al segle iv de la nostra era, s'hi van desenvolupar les cultures lusaciana i de Przeworsk (part de la cultura de Txèrniakhov).
2. Hipòtesi de la cultura de Milograd: els preprotoeslaus (o baltoeslaus) serien membres d'aquesta cultura.
3. Hipòtesi de la cultura de Txernoles: els preprotoeslaus serien hereus d'aquesta cultura, al nord de l'actual Ucraïna.

El debat començà ja l'any 1745, quan Johann Christoph de Jordan publica De Originibus Slavicis. A partir del segle xix, la discussió ha estat molt connotada políticament, en especial en relació amb les particions de Polònia i l'imperialisme alemany conegut com a Drang nach Osten ('Avançant cap a l'est'). El debat sobre l'origen germànic o eslau dels pobladors indígenes de la riba est del riu Oder fou utilitzat políticament per a justificar els drets d'alemanys i polonesos, respectivament, a governar aquestes terres.

### Primeres referències
Plini el Vell i Ptolemeu esmenten una tribu de vènets establerta a la vora del riu Vístula. L'any 98 aC, Tàcit es refereix a les terres a l'est del Rin, l'Elba, l'Oder i a l'oest del Vístula amb el nom de Magna Germania. Des del Romanticisme, la teoria de l'escola al·lòctona diu que, al segle vi, s'aplicà aquest etònim a un nou poble format per unes tribus eslaves desconegudes; d'aquí vindria posteriorment el nom de vends aplicat a les tribus eslaves, i les llegendes medievals que parlaven de la connexió entre polonesos i vàndals.
Els eslaus coneguts com a vènets, els antes i els sclaveni apareixen per primera vegada als registres romans d'Orient al començament del segle vi. Els historiadors romans d'Orient de l'època de Justinià I (527-565), com ara Procopi, Jordanes i Teofilacte Simocata, expliquen que una sèrie de tribus es van desplaçar fins a les muntanyes dels Carpats, el baix Danubi i la mar Negra i van envair aquestes províncies de l'Imperi Romà d'Orient.
Jordanes explica que els vènets se subdividien en tres grups: els venethi, els antes i els sklavens (sclovenes, sklavinoi). El terme romà d'Orient sklavinoi passà a l'àrab pels seus historiadors medievals amb la forma saqàliba.

### Escenaris d'etnogènesi
La cultura de l'àmfora globular s'estén des del riu Dnièper mitjà fins a l'Elba a finals i principis del quart i el tercer mil·lennis aC. S'ha suggerit com el lloc d'un continu germànic-bàltic-eslau (comparat amb la hipòtesi del substrat germànic), però la identificació dels seus portadors com a indoeuropeus és incerta. L'àrea d'aquesta cultura conté nombrosos túmuls, típics dels originadors de l'IE.
La cultura dels txernoles (del segle viii aC fins al segle iii aC, de vegades associada amb els "agricultors escites" d'Heròdot) "de vegades es presenta, ja siga com un estat en desenvolupament de les llengües eslaves o almenys com algun tipus d'evolució de la població eslava dels tardans ancestrals indoeuropeus". La cultura Milograd (700 aC - 100 dC), centrada aproximadament en l'actual Belarús, al nord de la cultura contemporània dels txernoles, també han estat proposada com a avantpassada tant dels eslaus com dels bàltics.
La composició ètnica dels portadors de la cultura Przeworsk (segle ii aC fins al segle IV dC, associats amb els lugii) del centre i el sud de Polònia, el nord d'Eslovàquia i d'Ucraïna, incloent-hi la cultura zarubintsy (II aC fins al II segle dC, també connectats amb la tribu bastarnae) i la cultura oksywie, en són els altres candidats.

Se sap que l'àrea del sud d'Ucraïna ha estat habitada per tribus escites i sàrmates abans de la fundació del Regne got. Les primerenques esteles de pedra eslaves trobades a la regió del Dniestr Mitjà són molt diferents a les esteles escites i sàrmates trobades a Crimea. 

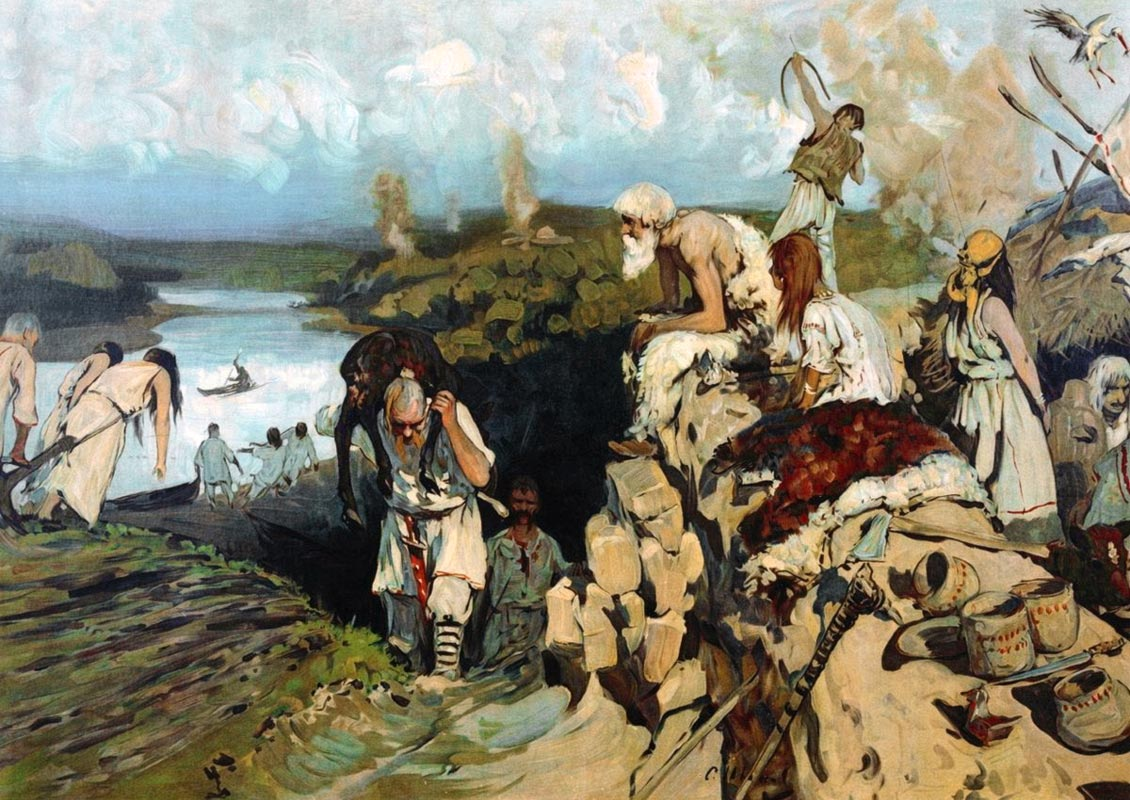
Vida diària dels eslaus orientals, de Sergei Ivanov

La cultura de Wielbark (gòtica) desplaçà la part oriental oksywie de la cultura przeworsk al voltant del segle i. Mentre que la cultura de Txèrniakhov (del segle ii fins al V dC, identificada amb el regne multiètnic establert pels gots emigrants de la cultura wielbark) condueix a la decadència de la tardana cultura sàrmata en els segles II i IV; la part occidental de la cultura przeworsk roman intacta fins al segle iv, i la cultura kíev floreix durant el mateix temps, entre els segles II i V dC. Aquesta cultura posterior és reconeguda com la directa predecessora de les cultures Praga-Korchak i Pen'kovo (segle vi i VII c. dC), les primeres cultures arqueològiques en les quals els seus portadors són indiscutiblement identificats com a eslaus. Els protoeslaus, per tant, és probable que hagueren arribat a la seva etapa final en l'àrea de Kíev; hi ha, això no obstant, un desacord substancial en la comunitat científica sobre la identitat dels predecessors de la cultura de Kíev, amb alguns estudiosos rastrejant les cultures rutena i milograd, altres de les cultures dels txernols "ucraïnesos" i els zarubintsy i encara d'altres de la cultura przeworsk "polonesa". La cultura kíev va ser envaïda pels huns al voltant del 400 dC, cosa que podria haver provocat l'expansió dels protoeslaus cap als llocs històrics de les llengües eslaves.

## Migracions

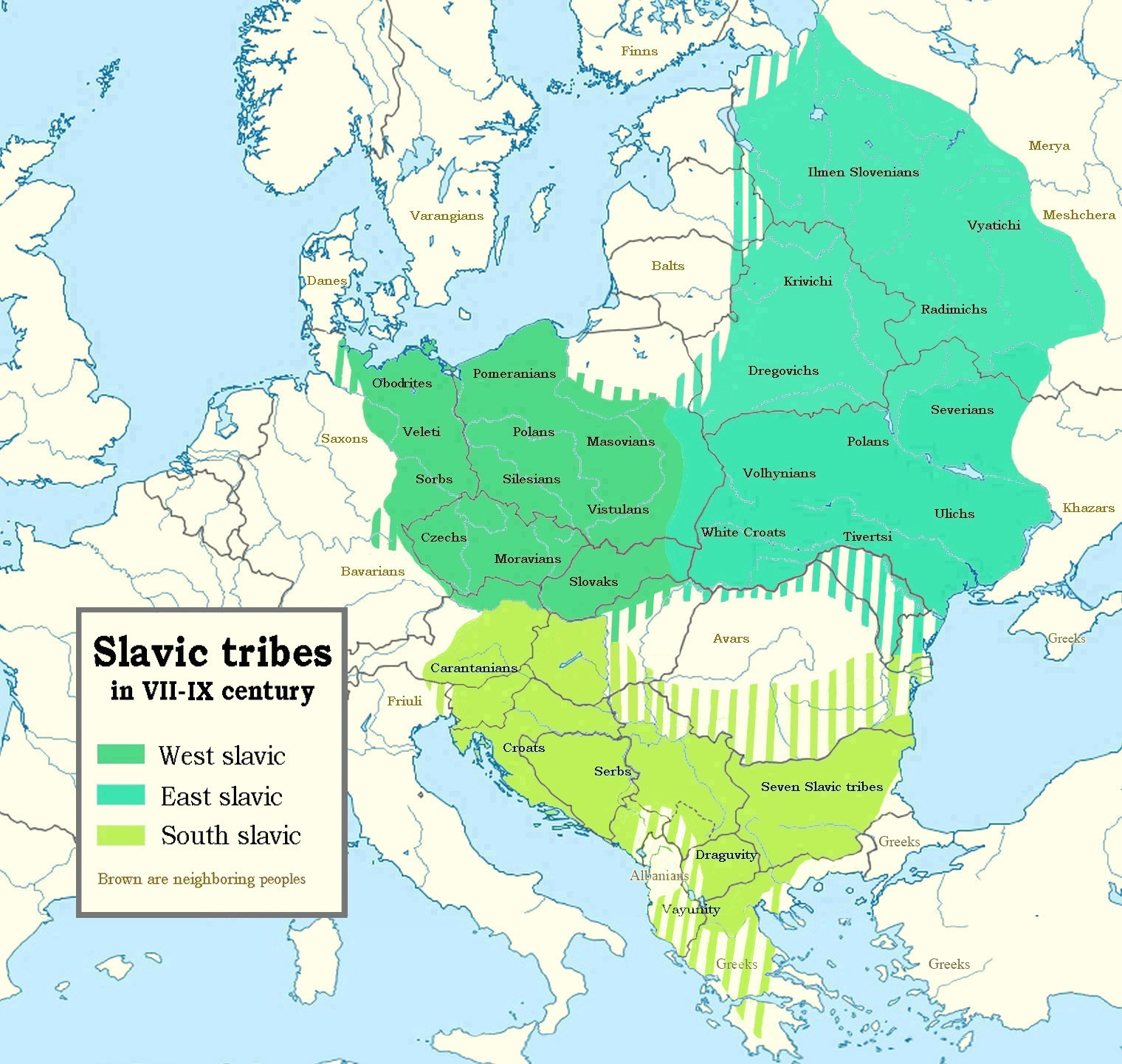
Tribus eslaves dels segles VII al IX dC a Europa

Segons la teoria de la pàtria oriental, abans de donar-se a conèixer al món romà, les tribus de parla eslava formaven part de les moltes confederacions multiètniques d'Euràsia, com ara els imperis sàrmata, hun i gòt. Els eslaus van sorgir de l'obscuritat quan el moviment cap a l'oest de les tribus germàniques als segles V i VI d.C. que es creu que va ser amb el moviment de pobles de Sibèria i d'Europa de l'Est (els huns, i més tard els àvars i els búlgars) va iniciar la gran migració dels Eslaus, que van assentar les terres abandonades per les tribus germàniques que fugien dels huns i els seus aliats: cap a l'oest al país entre l'Oder i la línia Elba-Saale; cap al sud a Bohèmia, Moràvia, bona part de l'actual Àustria, la plana Panònica i els Balcans; i cap al nord al llarg del riu Dnieper superior. També s'ha suggerit que alguns eslaus van emigrar amb els vàndals a la península Ibèrica i fins i tot al nord d'Àfrica.

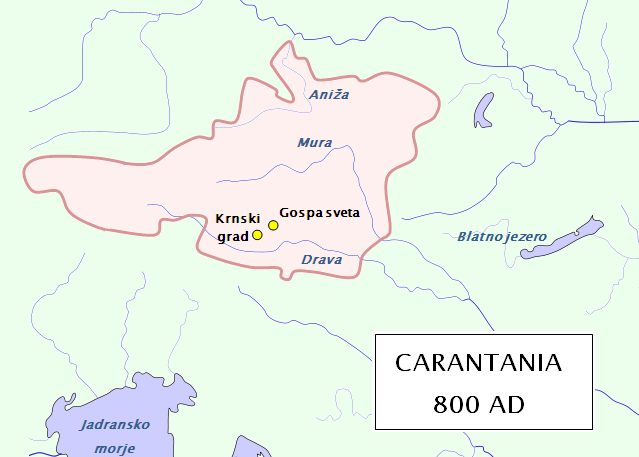
Fronteres de Carantània fins a l'any 800.

Al voltant del segle VI, els eslaus van aparèixer a les fronteres de l'Imperi Romà d'Orient en gran nombre. Després d'un moviment militar, fins i tot el Peloponès i l'Àsia Menor tenien assentaments eslaus.A finals del segle VI, els eslaus s'havien assentat a Carantània, als Alps orientals.

## Edat mitjana
Les incursions eslaves del 548-550 a l'Imperi Romà d'Orient penetraren fins al golf de Corint i el mar Egeu.
Quan van acabar les migracions eslaves, van aparèixer els seus primers estats, cadascuna encapçalada per un príncep amb un tresor i una força de defensa. Al segle vii, el comerciant franc Samo va donar suport als eslaus contra els seus governants àvars i es va convertir en el governant del primer estat eslau conegut a l'Europa central, l'Imperi de Samo. Probablement aquesta primera organització política eslava no va sobreviure al seu fundador i governant, però va ser la base dels posteriors estats eslaus occidentals al seu territori. El més antic d'ells era Carantània; altres són el Principat de Nitra, el Principat de Moràvia i el Principat de Balaton. El Primer Imperi Búlgar es va fundar l'any 681 com una aliança entre els búlgars governants i els nombrosos eslaus de la zona, i la seva llengua eslau del sud, l'Eslau eclesiàstic antic, es va convertir en la llengua principal i oficial de l'imperi l'any 864. Bulgària va ser fonamental en la difusió de l'alfabetització i el cristianisme eslaus a la resta del món eslau. L'expansió dels magiars a la conca dels Carpats i la germanització d'Àustria van separar gradualment els eslaus del sud dels eslaus occidentals i orientals. Els estats eslaus posteriors, que es van formar en els segles següents la Rus de Kíev, el Segon Imperi Búlgar, el Regne de Polònia, el Ducat de Bohèmia, el Regne de Croàcia, el Banat de Bòsnia i l'Imperi Serbi.

## Edat moderna

Països de majoria eslava i amb almenys una llengua eslava com a llengua oficial.
Pobles eslaus occidentals
Pobles eslaus orientals
Pobles eslaus meridionals

El paneslavisme, un moviment que va prendre protagonisme a mitjans del segle xix, va posar èmfasi en l'herència comuna i la unitat de tots els pobles eslaus. El focus principal era als Balcans, on els eslaus del sud havien estat governats durant segles per l'Imperi Romà d'Orient, l'Imperi Austrohongarès, l'Imperi Otomà i la República de Venècia. L'Imperi Austrohongarès va imaginar el seu propi concepte polític de l'austroeslavisme.
Fins al Tractat de Berlín de 1878 només hi havia tres estats eslaus majoritaris al món: l'Imperi Rus, el Principat de Sèrbia] i el Principat de Montenegro. Bulgària era efectivament independent era vassall de jure de l'Imperi Otomà fins que es va declarar la independència oficial el 1908. Els pobles eslaus que, en la seva majoria, no tenien veu en els afers de l'Imperi Austrohongarès, demanar l'autodeterminació i durant la Primera Guerra Mundial, representants dels txecs, eslovacs, polonesos, serbis, croats i eslovens van establir organitzacions als països aliats per obtenir simpatia i reconeixement. El 1918, un cop acabada la Primera Guerra Mundial, els eslaus van establir estats independents com Txecoslovàquia, la Segona República Polonesa i el Regne dels Serbis, Croats i Eslovens.
La primera meitat del segle XX a l'Imperi Rus i la Unió Soviètica va estar marcada per una successió de guerres, fams i altres desastres, cadascuna d'elles acompanyada de pèrdues de població a gran escala. Una de les ambicions de Hitler a l'inici de la Segona Guerra Mundial era exterminar, expulsar o esclavitzar la majoria o tots els eslaus orientals i occidentals de les seves terres natals, per tal de fer un espai vital per als colons alemanys en un Generalplan Ost que s'havia de dur a terme gradualment durant 25 o 30 anys. S'estima que, al final de la Segona Guerra Mundial el 1945, la població russa era uns 90 milions menys del que podria haver estat d'una altra manera.
Els antics estats soviètics de l'Àsia central, com ara Kazakhstan i Kirguizstan, tenen poblacions eslaves minoritàries molt nombroses, la majoria són russos. Kazakhstan té la població minoritària eslava més gran.